# Golejewo (województwo wielkopolskie)
Golejewo – wieś w Polsce położona w województwie wielkopolskim, w powiecie rawickim, w gminie Pakosław.

## Historia
Wieś pierwotnie związana była z Wielkopolską. Ma metrykę średniowieczną i istnieje co najmniej od końca XIV wieku. Wymieniona w 1393 pod nazwą Golegewo, 1400 Goleyew, 1403 Goleyewo, 1447 Golyeyewo, Golyeyowo, 1507 Golyewo, 1521 Goleyewo Maius, 1523 Goleyewo Maior, Golyeiewo, 1547 Golieyewo, 1563 Galyeyewo, 1560 Golieiewo.
Tereny wsi były jednak zasiedlone wcześniej niż odnotowują to historyczne, archiwalne zapisy. W okolicy, około pół kilometra na wschód i na zachód od wsi, archeolodzy znaleźli ułamki wczesnośredniowiecznej ceramiki o nie ustalonej bliżej chronologii oraz z okresu połowy X – poł. XIII wieku.
Miejscowość była wsią prywatną należącą do lokalnej szlachty wielkopolskiej Golejewskich herbu Abdank, którzy w XV wieku od nazwy wsi utworzyli swoje odmiejscowe nazwisko. W 1447 wieś leżała w powiecie kościańskim Korony Królestwa Polskiego. W 1510 należała do parafii Czesram.
W latach 1386–1447 właścicielami wsi byli Golejewscy. W 1408 Michał Abdank z Golejewa pozwany został przez Hankę żonę Andrzeja z Jaraczewa w powiecie pyzdrskim, o połowę Golejewa, na którym miała zapis 80 grzywien. Michał pozbawił ją tej kwoty oraz dochodów z młyna. W 1423 Michał ten wraz ze swymi bratankami Mikołajem oraz Wojciechem odstąpili Piotrowi Abdankowi z Rogowa 1/3 Golejewa za 20 grzywien w szer. groszy praskich. W 1447 Wojciech z Golejewa sprzedał Michałowi z Przyborowa całe swoje trzecie części we wsiach: Golejewko, Stwolno, Tabliny i Wałkowy oraz 1/3 połowy młyna w Golejewku za 200 grzywien. W 1487 Klara wdowa po Włodku Ramszu ze Śmigla, dziedziczka w Golejewie, sprzedała z prawem odkupu Janowi Kołaczkowskiemu dwa łany w Golejewie za 26 florenów węgierskich. W latach 1474–1547 właścicielami we wsi byli Awdańcy Chojeńscy oraz Błażejewscy. W 1474 Jerzy Chojeński z Chojna zapisał swojej żonie Barbarze po 100 grzywien posagu oraz wiana na połowie wsi Ostrobudki oraz na dwóch częściach Golejewa. W 1547 Jan Błożejewski z Chojna był w sporze sądowym z wojskim poznańskim Wojciechem Chojeńskim. Powodem było niesprawiedliwe wymierzenie ról w Golejewku, zaoranie granic pomiędzy Golejewem, a Golejewkiem, wbicie pali granicznych na pastwiska w Golejewku, niedokonania naprawy spalonego młyna o nazwie Słupski Młyn, który znajdował się w Golejewie. W 1566 pobrano podatki we wsi z 3,5 łana oraz od 2 zagrodników.
W 1581 wieś pod nazwą Goleiewo położona była w powiecie kościańskim województwa poznańskiego w Rzeczypospolitej Obojga Narodów.
W wyniku II rozbioru Rzeczypospolitej w 1793, miejscowość przeszła w posiadanie Prus i jak cała Wielkopolska znalazła się w zaborze pruskim. W okresie Wielkiego Księstwa Poznańskiego (1815-1848) miejscowość należała do wsi większych w ówczesnym pruskim powiecie Kröben (krobskim) w rejencji poznańskiej. Golejewo należało do okręgu jutroszyńskiego tego powiatu i stanowiło część majątku Golejewko, którego właścicielem był wówczas (1846) von Zastrow. Według spisu urzędowego z 1837 roku wieś liczyła 106 mieszkańców, którzy zamieszkiwali 16 dymów (domostw). W skład majątku Golejewko wchodziły wówczas także wsie: Drogi (10 domów, 136 osób) oraz Olbina (6 domów, 84 osoby).
W latach 1975–1998 miejscowość administracyjnie należała do województwa leszczyńskiego.